# 籠渡し

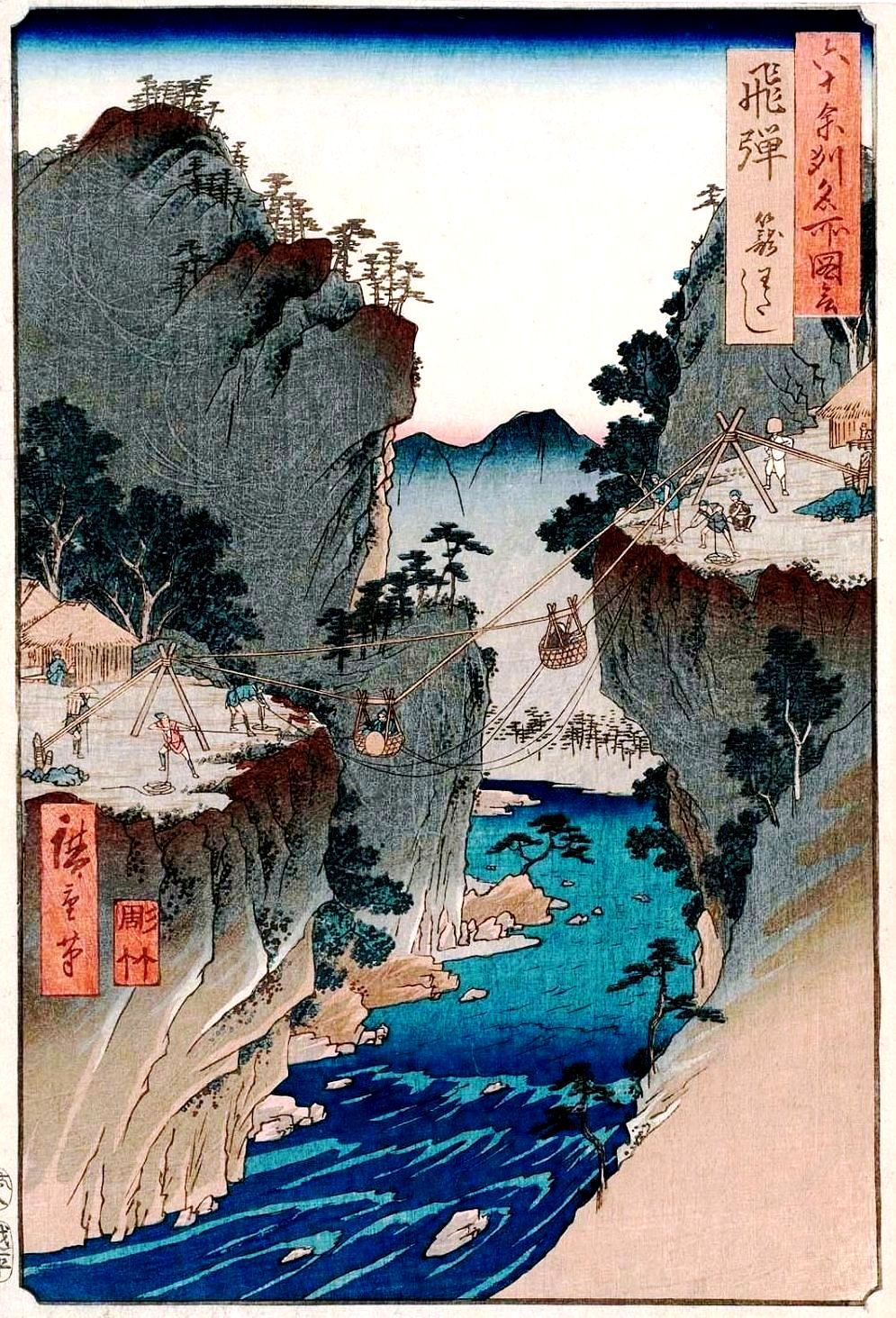
広重「飛騨　籠わたし」

籠渡し（かごわたし）は、橋を架けることが出来ないまたは許されないために、両岸の間に綱を渡し、その綱に籠を吊り下げ籠に人を乗せ、または物を入れ、対岸に渡すものである。しばしば、この両岸は急流をはさんだ懸崖、絶壁である。
歌川広重の「飛騨籠渡図」でも知られる。

## 概要
飛騨の白川、越中の黒部川、庄川にあったが、明治以後、廃絶していった。最後まで利用されていたものは昭和40年代までは現役であったようであるが、たびたび利用者の落下死亡事故もあった為、やはり最終的に全て撤去された。
飛騨のものは、神通川の上流、白川村の渓流をはじめとする急流にもうけられた。
吉城郡中山村のものは、対岸は蟹寺で、両岸は断崖絶壁で橋を架けることができない。
大野郡椿原のものは対岸は蘆原で岩石が丈高く、水面はたいへん低い。
ともに川幅は広い。
鳩谷と萩町との間に渡すものは、東岸が高く、西岸が低いため階梯をたてて、籠についたという。
装置は、対岸に杭を立て、ノブドウのつるで2尺まわりくらいの太縄とし、これを杭に結びつけて両岸に張りかける。
これを命綱といい、猴口藤でまるく四筋立とした籠を、命綱に吊かけ、籠の前後に綱を両岸にひっぱって渡す。
渡る人は、籠の中に立って、柱藤を左右にかいこみ、身体を固めてブランコのように前後にふり動かし、それは籠が、ぶらんぶらんと、命綱にふれるほどである。
このときあらかじめたずさえていた藤蔓輪を前の命綱にかけて、これをたぐれば前進し再びかけ、たぐっては進んでゆくという仕掛けであり、命綱の長さは30間ないし60間である。
綱はたるんでいて、岸からなかばまでは難なく進むが、そこからなかばは高きにのぼるようで、容易なわざではないというが、地元の人は両岸に世話人を置き交通のたよりとしていた。
越中境のものは、1871年（明治4年）に廃されて、板橋を架し、萩町、鳩谷間は1888年（明治21年）に廃されて、翌年椿原、蘆谷間を鉄鎖橋にあらためた。
黒部川峡流のものは針金を両岸に結び、旅客をこれに吊るして板で渡す方法であったことから、綱渡といった。

## 復元
加賀藩の流刑地でもあった五箇山では、川に架橋が許されず、行き来に籠渡しが使われたが、富山県南砺市にはそれを再現したものがある。
徳島県三好市や奈良県十津川村では人力ロープウェイ「野猿」として一種のアトラクションとして存続されている。